# Drosophila padangensis
Drosophila padangensis är en tvåvingeart som beskrevs av Zhang och Masanori Joseph Toda 1995. Drosophila padangensis ingår i släktet Drosophila och familjen daggflugor.
Artens utbredningsområde är Indonesien.